# Tour du Qatar féminin 2011
Le Tour du Qatar féminin 2011 est la troisième édition du Tour du Qatar féminin. La compétition s'est déroulée du 2 au 4 février 2011. La course qui ouvre le calendrier international féminin UCI 2011, est remportée par la Néerlandaise Eleonora van Dijk.

## Les équipes
| N.    | Code | Équipe                 |
| ----- | ---- | ---------------------- |
| 1-6   | ITA  | Équipe nationale       |
| 11-15 | MCG  | SC Mcipollini Giordana |
| 21-26 | TCW  | HTC Highroad Women     |
| 31-36 | AUS  | Équipe nationale       |
| 41-46 | NLB  | Team Nederland Bloeit  |
| 51-56 | CWT  | Garmin-Cervélo         |
| 61-66 | GER  | Équipe nationale       |
| 71-76 | LHT  | Lotto Honda            |

| N.      | Code | Équipe                              |
| ------- | ---- | ----------------------------------- |
| 81-86   | USA  | Équipe nationale                    |
| 91-96   | NED  | Équipe nationale                    |
| 101-106 | FRA  | Équipe nationale                    |
| 111-116 | GPC  | China Chongming - Giant Pro Cycling |
| 121-126 | GAU  | Gauss                               |
| 131-136 | SKC  | Skil-Koga Cycling Team              |
| 141-146 | VAI  | Vaiano Solaristech                  |

## Les étapes
| #   | Date      | Parcours                               | km    | Vainqueur d'étape | Leadeur du général |
| --- | --------- | -------------------------------------- | ----- | ----------------- | ------------------ |
| 1re | 2 février | Camel Race Track - Dukhan              | 104,5 | Rochelle Gilmore  | Rochelle Gilmore   |
| 2e  | 3 février | Musée d'Art Islamique de Doha - Lusail | 94,5  | Eleonora van Dijk | Eleonora van Dijk  |
| 3e  | 4 février | Al Dayeen - Doha Corniche              | 92    | Monia Baccaille   | Eleonora van Dijk  |

## Résultats des étapes

### 1reétape
- 2 février : Camel Race Track > Dukhan – 104,5 km

| # | Coureuse         | Équipe             |    | Temps           |
| - | ---------------- | ------------------ | -- | --------------- |
| 1 | Rochelle Gilmore | Lotto Honda        | en | 2 h 19 min 07 s |
| 2 | Giorgia Bronzini | Italie             |    | m.t             |
| 3 | Chloe Hosking    | HTC Highroad Women |    | m.t             |

| # | Coureuse         | Équipe             |    | Temps           |
| - | ---------------- | ------------------ | -- | --------------- |
| 1 | Rochelle Gilmore | Lotto Honda        | en | 2 h 18 min 53 s |
| 2 | Giorgia Bronzini | Italie             | +  | 5 s             |
| 3 | Chloe Hosking    | HTC Highroad Women |    | 10 s            |

### 2eétape
- 3 février : Musée d'Art Islamique de Doha > Lusail - 94,5 km

| # | Coureuse          | Équipe             |    | Temps           |
| - | ----------------- | ------------------ | -- | --------------- |
| 1 | Eleonora van Dijk | HTC Highroad Women | en | 3 h 06 min 51 s |
| 2 | Alexis Rhodes     | Garmin-Cervélo     |    | m.t             |
| 3 | Adrie Visser      | HTC Highroad Women |    | m.t             |

| # | Coureuse          | Équipe             |    | Temps           |
| - | ----------------- | ------------------ | -- | --------------- |
| 1 | Eleonora van Dijk | HTC Highroad Women | en | 5 h 25 min 42 s |
| 2 | Charlotte Becker  | HTC Highroad Women | +  | 15 s            |
| 3 | Adrie Visser      | HTC Highroad Women |    | 21 s            |

### 3eétape
- 4 février : Al Dayeen - Doha Corniche > 92 km

| # | Coureuse         | Équipe                 |    | Temps           |
| - | ---------------- | ---------------------- | -- | --------------- |
| 1 | Monia Baccaille  | SC Mcipollini Giordana | en | 2 h 25 min 22 s |
| 2 | Giorgia Bronzini | Italie                 |    | m.t             |
| 3 | Rochelle Gilmore | Lotto Honda            |    | m.t             |

| # | Coureuse          | Équipe             |    | Temps           |
| - | ----------------- | ------------------ | -- | --------------- |
| 1 | Eleonora van Dijk | HTC Highroad Women | en | 7 h 51 min 04 s |
| 2 | Charlotte Becker  | HTC Highroad Women | +  | 15 s            |
| 3 | Iris Slappendel   | Garmin-Cervélo     |    | 20 s            |

## Classements finals

### Classement général
| #  | Coureuse          | Équipe                    |    | Temps           |
| -- | ----------------- | ------------------------- | -- | --------------- |
| 1  | Eleonora van Dijk | HTC Highroad Women        | en | 7 h 51 min 04 s |
| 2  | Charlotte Becker  | HTC Highroad Women        | +  | 15 s            |
| 3  | Iris Slappendel   | Garmin-Cervélo            |    | 20 s            |
| 4  | Adrie Visser      | HTC Highroad Women        |    | 24 s            |
| 5  | Alexis Rhodes     | Garmin-Cervélo            |    | 26 s            |
| 6  | Loes Gunnewijk    | Nederland Bloeit          |    | 32 s            |
| 7  | Trine Schmidt     | Garmin-Cervélo            |    | 32 s            |
| 8  | Rochelle Gilmore  | Lotto Honda               |    | 2 min 00 s      |
| 9  | Giorgia Bronzini  | Équipe nationale d'Italie |    | 2 min 03 s      |
| 10 | Chloe Hosking     | HTC Highroad Women        |    | 2 min 14 s      |

### Classements annexes
|   | Coureuse          | Équipe | Temps |
| - | ----------------- | ------ | ----- |
| 1 | Eleonora van Dijk | TCW    | 35    |
| 2 | Rochelle Gilmore  | LHT    | 28    |
| 3 | Giorgia Bronzini  | ITA    | 27    |

|   | Coureuse          | Équipe | Temps              |
| - | ----------------- | ------ | ------------------ |
| 1 | Eleonora van Dijk | TCW    | en 7 h 51 min 04 s |
| 2 | Trine Schmidt     | CWT    | + 32 s             |
| 3 | Chloe Hosking     | TCW    | + 2 min 14 s       |

#### Classement par équipes
|   | Équipe             | Pays        | Temps               |
| - | ------------------ | ----------- | ------------------- |
| 1 | HTC-Highroad Women | États-Unis  | en 23 h 34 min 00 s |
| 2 | Garmin-Cervélo     | Royaume-Uni | + 6 s               |
| 3 | Nederland Bloeit   | Pays-Bas    | + 4 min 52 s        |

## Évolutions des classements
| Étape (Vainqueur)     | Classement général Maillot or | Classement par points Maillot argenté | Classement des jeunes Maillot bleu | Classement par équipes |
| --------------------- | ----------------------------- | ------------------------------------- | ---------------------------------- | ---------------------- |
| 1 (Rochelle Gilmore)  | Rochelle Gilmore              | Rochelle Gilmore                      | Chloe Hosking                      | HTC Highroad Women     |
| 2 (Eleonora van Dijk) | Eleonora van Dijk             | Eleonora van Dijk                     | Eleonora van Dijk                  | HTC Highroad Women     |
| 3 (Monia Baccaille)   | Eleonora van Dijk             | Eleonora van Dijk                     | Eleonora van Dijk                  | HTC Highroad Women     |
| Classement final      | Eleonora van Dijk             | Eleonora van Dijk                     | Eleonora van Dijk                  | HTC Highroad Women     |